# Valle-di-Campoloro
Valle-di-Campoloro är en kommun i departementet Haute-Corse på ön Korsika i Frankrike. Kommunen ligger i kantonen Campoloro-di-Moriani som tillhör arrondissementet Bastia. År 2022 hade Valle-di-Campoloro 341 invånare.

## Befolkningsutveckling
Antalet invånare i kommunen Valle-di-Campoloro
Referens:INSEE